# ریچارد پونسونبی-فین

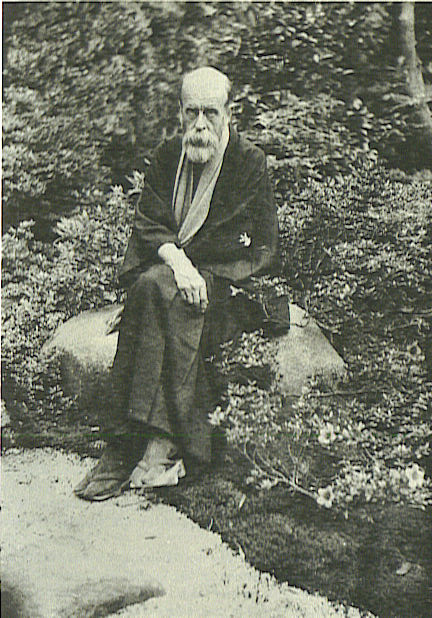
ریچارد پونسونبی-فین، کمی قبل از مرگش در سال ۱۹۳۷. شال گردن او از ویژگی‌های ثابت عکس‌هایی است که در سال‌های آخر عمرش گرفته شده است. گفته می‌شود که این شال توسط امپراتریس تیمئی با دست ساخته شده و به عنوان نشان دوستی به او تقدیم شده است.

ریچارد پونسونبی-فین (به انگلیسی: Richard Ponsonby-Fane)، یک محقق، نویسنده و متخصص شینتو و ژاپن‌شناس بریتانیایی بود.